# Lixophaga simplex
Lixophaga simplex är en tvåvingeart som först beskrevs av Walker 1858.  Lixophaga simplex ingår i släktet Lixophaga och familjen parasitflugor. Inga underarter finns listade i Catalogue of Life.